# ماشین (فیلم)
«ماشین» (انگلیسی: Machine) یک فیلم اکشن آمریکایی با بازی جیمز روسو، نیال مک‌دوناف و پل اسلون محصول سال ۲۰۰۶ است.